# Juan Bautista Hernández-Pérez
Juan Bautista Hernández-Pérez (Pilón, 24 dicembre 1962) è un ex pugile cubano.
Vincitore della medaglia d'oro nella categoria dei pesi gallo (fino a 54 kg.) alle Olimpiadi di Mosca 1980, quando non aveva ancora compiuto 18 anni. In finale sconfisse il venezuelano Bernardo Piñango ai punti (5-0).
Questo il suo cammino in quell'edizione dei Giochi Olimpici:
1º turno - Qualificato di diritto al 2º turno
2º turno - Sconfigge Sándor Farkas (Ungheria) per 4-1
3º turno - Sconfigge Ayele Mohamed (Etiopia) per decisione arbitrale al 2º round
Quarti di finale - Sconfigge Geraldi Issaick (Tanzania) per decisione arbitrale al 1º round
Semifinale - Sconfigge Michael Anthony (Guyana) per 5-0
Finale - Sconfigge Bernardo Piñango (Venezuela) per 5-0.